# سکالکا و دوکس
سکالکا و دوکس (به لاتین: Skalka u Doks) یک منطقهٔ مسکونی در جمهوری چک است که در ناحیه تشسکا لیپا واقع شده‌است.